# ایالت حیدرآباد
ایالت حیدرآباد (؛ به تلوگو: హైదరాబాద్ రాజ్యం؛ انگلیسی: Hyderabad State) که به حیدرآباد دکن نیز معروف است، یک ایالت نوابی یا بومی در هند بود که در منطقه جنوب مرکزی هند قرار داشت و پایتخت آن در شهر حیدرآباد بود. اکنون این ایالت قدیمی به ایالت تلانگانا، منطقه حیدرآباد-کارناتاکا در ایالت کارناتاکا و منطقه ماراتوادا در ایالت ماهاراشترا تقسیم شده‌است.
حاکمیت بر این ایالت از سال ۱۷۲۴ تا ۱۸۵۷ توسط خاندان نظام اداره می‌شد که در ابتدا نایب الملک امپراتوران گورکانی هند در دکن بودند. حیدرآباد نخستین ایالتی بود که به تدریج تحت حمایت انگلستان قرار گرفت و توافق‌نامه تحت‌الحمایگی را امضا کرد. در طول حکومت بریتانیا در سال ۱۹۰۱، این ایالت درآمد متوسطی برابر با ۴۱۷٬۰۰٬۰۰۰ روپیه داشت که آن را به ثروتمندترین ایالت شاهزاده هند تبدیل کرد. ساکنان بومی حیدرآباد دکن، صرف نظر از خاستگاه قومی، «مُلکی» (هموطن) خوانده می‌شدند، اصطلاحی که هنوز هم امروزه مورد استفاده قرار می‌گیرد.
این سلسله در سالهای پایانی راج بریتانیا خود را به عنوان یک سلطنت مستقل اعلام کرد. پس از چندپارگی هند، حیدرآباد با حکومت جدید مسلط بر هند توافق توقف امضا کرد به این معنی که طی آن تمام تمهیدات اداری موجود بین راج بریتانیا و این ایالت، تا زمان ایجاد توافق جدید، بدون تغییر ادامه یابد و پس از آن تمام تمهیدات قبلی بجز استقرار سربازان هندی در ایالت ادامه یافت. موقعیت حیدرآباد در میانه اتحادیه هند و همچنین میراث فرهنگی متنوع آن، محرک اصلی الحاق دولت این ایالت با کشور هند در سال ۱۹۴۸ بود. به این ترتیب، میر عثمان علی خان، نظام هفتم، سند الحاق و پیوستن به هند را امضا کرد.

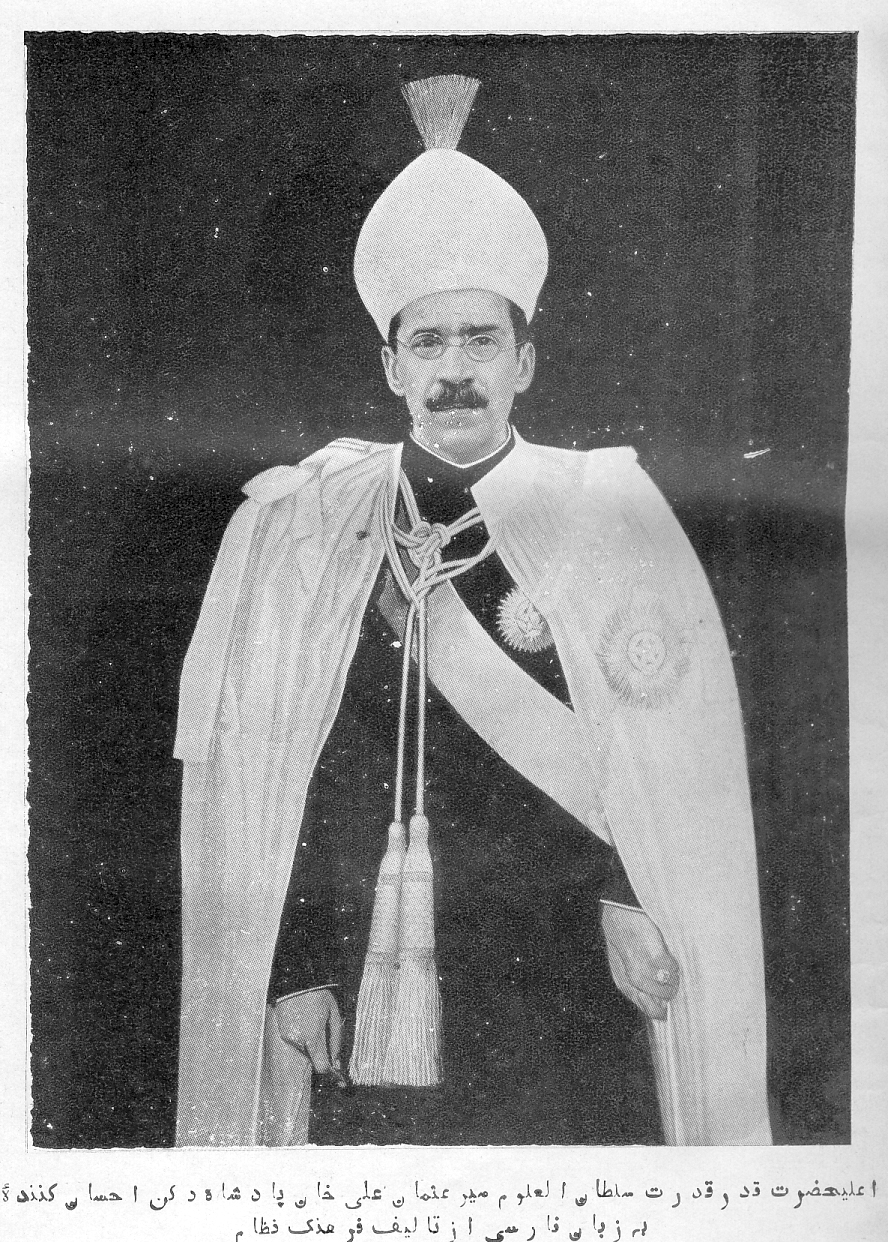
روی جلد مجله تایم در ۲۲ فوریه سال ۱۹۳۷، عثمان علی خان، آصف جاه هفتم را ثروتمندترین مرد جهان نامید.

## تأسیس
ایالت حیدرآباد توسط میر قمرالدین خان آصف جاه تأسیس شد که از سال ۱۷۱۳ تا ۱۷۲۱ به عنوان فرماندار دکن در زمان گورکانیان هند با امپراتوری مغولی مستقر شد. در سال ۱۷۲۴، او تحت عنوان آصف جاه (اعطا شده توسط امپراتور مغول محمد شاه) حکومت را از سر گرفت. عنوان دیگر وی، نظام الملک (نظم قلمرو) بود و عنوان «نظام حیدرآباد» را بدست آورد. با پایان حکومت وی، نظام از گورکانیان هند مستقل شده و سلسله آصف جاهی یا نظام حیدرآباد تأسیس شده بود.

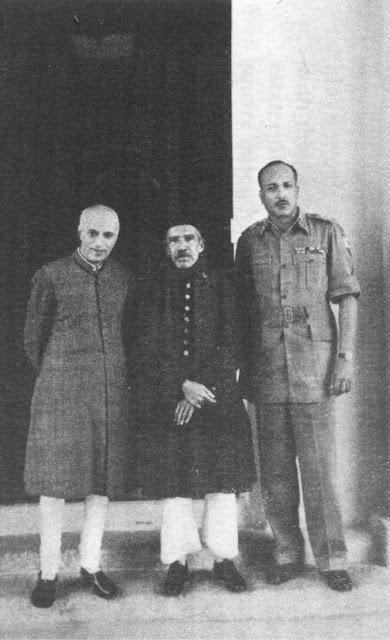
(از چپ به راست): نخست‌وزیر جواهر لعل نهرو، نظام هفتم و رئیس ارتش جیانتو نات چودوری پس از الحاق حیدرآباد به هند

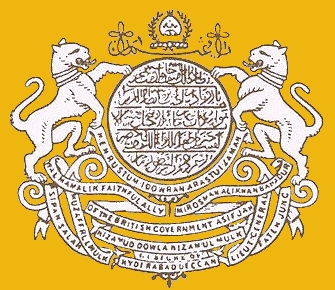
نشان رسمی ایالت حیدرآباد

پرچم حیدرآباد

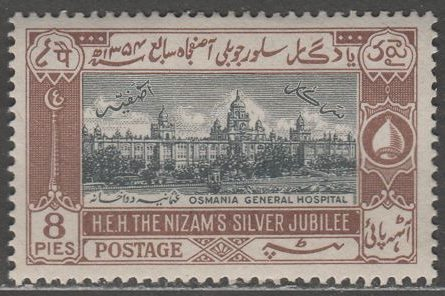
تمبر ایالتی حیدرآباد در سال ۱۹۳۷ بیمارستان عمومی عثمانیه.

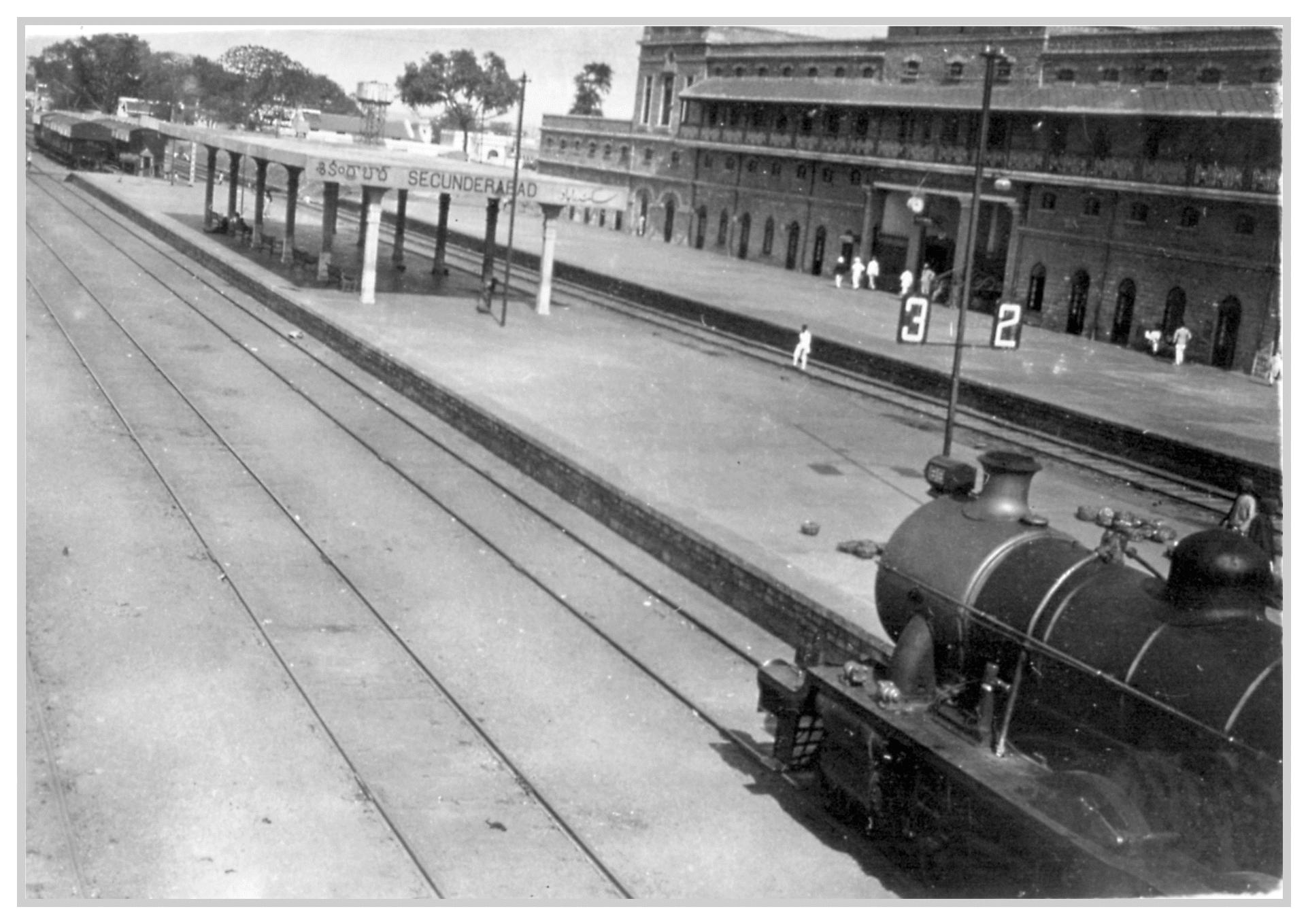
لوکوموتیوی در ایستگاه سکندرآباد (حدود سال ۱۹۲۸)